# Fontána Labyrint

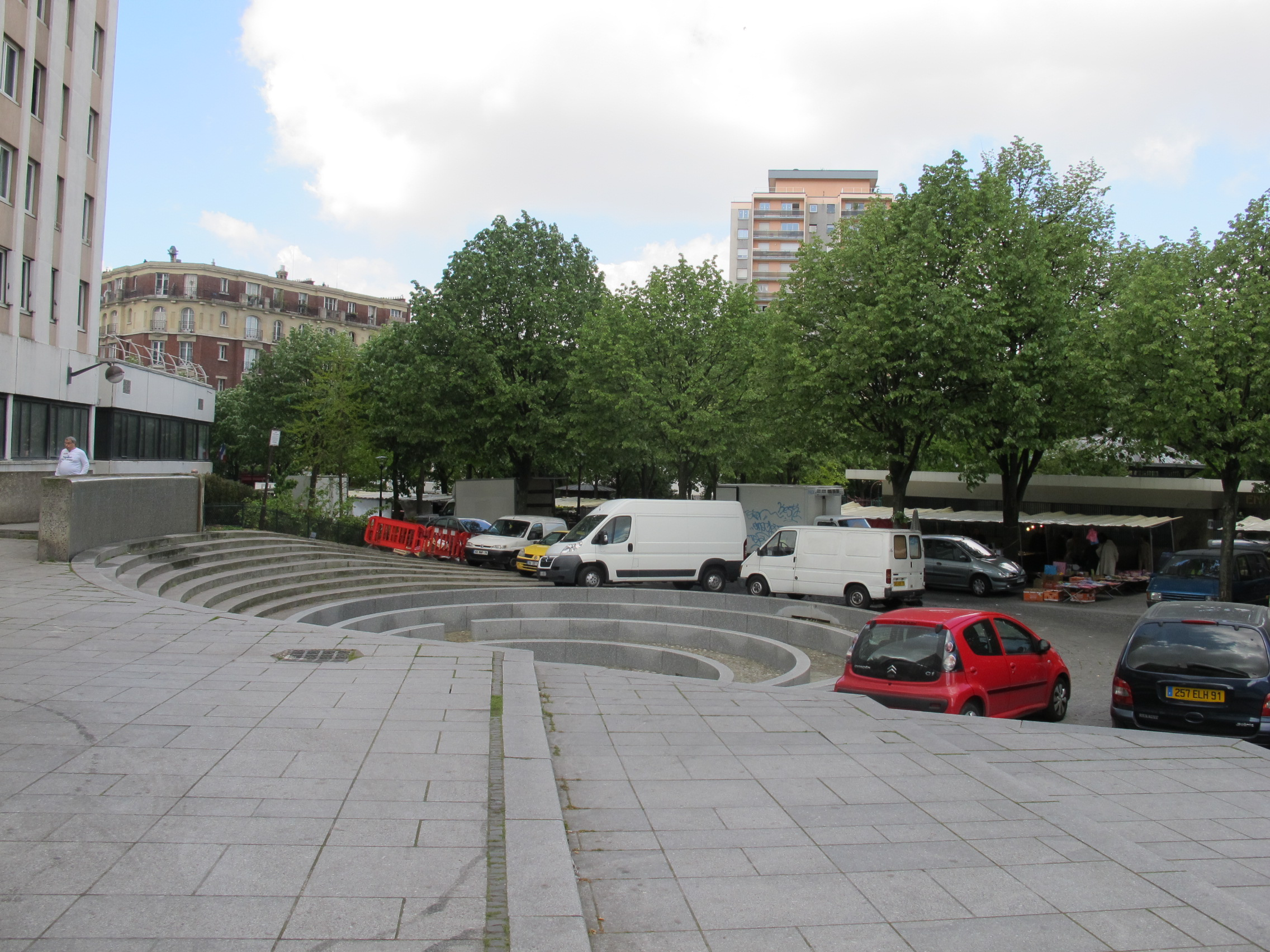
Vypuštěná fontána na náměstí

Fontána Labyrint (francouzsky Fontaine-labyrinthe) je fontána v Paříži. Nachází se v 19. obvodu v západní části náměstí Place des Fêtes. Fontána má tvar labyrintu, ve kterém proudí voda.
Fontána vzešla z výběrového řízení organizovaného v roce 1980 na vytvoření nových kašen v Paříži. Fontánu navrhla francouzská umělkyně maďarského původu Marta Pan (1923-2008) a byla zprovozněna v roce 1987.